# Baksansky (huyện)
Huyện Baksansky (tiếng Nga: ? райо́н) là một huyện hành chính tự quản (raion), của Kabardin-Balkar, Nga. Huyện có diện tích 1981 kilômét vuông. Trung tâm của huyện đóng ở Baksan.